# باول فرانس
باول فرانس (بالإنجليزية: Paul France)‏ هو لاعب كرة قدم بريطاني، ولد في 10 سبتمبر 1968 في هدرسفيلد في المملكة المتحدة. لعب مع أشتون يونايتد ونادي ألترينتشام ونادي بريستول سيتي ونادي بيرنلي ونادي ستاليبريدج سيلتيك وهدرسفيلد تاون.